# Romana Tomc
Romana Tomc, slovenska ekonomistka in političarka, * 2. november 1965, Ljubljana.
Romana Tomc je ekonomistka in političarka. Več let je delovala na področju gospodarstva in financ, kasneje pa vstopila v politiko. Bila je državna sekretarka na Ministrstvu za delo, družino in socialne zadeve Republike Slovenije in kasneje poslanka v Državnem zboru Republike Slovenije. Leta 2014 je bila na listi Slovenske demokratske stranke izvoljena za poslanko v Evropskem parlamentu. Leta 2017 je neuspešno kandidirala za predsednico republike.

## Mladost
Po končani Gimnaziji je nadaljevala izobraževanje na Ekonomski fakulteti v Ljubljani, kjer je leta 1994 diplomirala. Skoraj desetletje je bila zaposlena na Gospodarski zbornici Slovenije. Med drugim je bila sekretarka Združenja podjetnikov Slovenije, sekretarka Združenja računovodskih servisov in sekretarka Strokovnega sveta za davčno finančna vprašanja. Svojo poklicno pot je nadaljevala kot vodja oddelka za ekonomske zadeve na Združenju delodajalcev Slovenije.

## Politika
Od začetka leta 2007 je vodila Direktorat za delovna razmerja in pravice iz dela na Ministrstvu za delo, družino in socialne zadeve, leto pozneje jo je Vlada Republike Slovenije imenovala za državno sekretarko na istem ministrstvu. Tri leta zatem je vodila Javni sklad RS za razvoj kadrov in štipendije. Na volitvah v državni zbor leta 2011 je bila na listi SDS izvoljena za poslanko in bila do leta 2014 tudi njegova podpredsednica.

### Evropska poslanka
Na volitvah v Evropski parlament maja 2014 je bila listi stranke SDS
izvoljena v Evropski parlament, kjer je članica poslanske skupine Evropske
ljudske stranke. V Evropskem parlamentu je članica Odbora za zaposlovanje in
socialne zadeve, nadomestna članica Odbora za ekonomske in monetarne zadeve ter članica Preiskovalnega odbora za preučitev domnevnih kršitev in nepravilnosti pri uporabi prava Unije, povezanih s pranjem denarja, izogibanjem davkom in davčno utajo.
Je podpredsednica v Delegaciji za odnose z Japonsko ter nadomestna članica
Delegacije za odnose z Bosno in Hercegovino ter Kosovom.
Na volitvah v Evropski parlament leta 2019 je bila ponovno izvoljena. Ostaja polnopravna članica Odbora za zaposlovanje in socialne zadeve, poleg tega pa je tudi nadomestna članica Odbora za notranji trg in varstvo potrošnikov. Je članica delegacije za odnose z državami EEA/EFTA in Severom ter nadomestna članica delegacije za odnose s Srednjo Azijo in Mongolijo. 
V mandatu 2019-2024 je tudi vodja slovenske delegacije Evropske ljudske stranke v Evropskem parlamentu. 

### Predsedniške volitve 2017
Svet Slovenske demokratske stranke (SDS) jo je 9. septembra 2017 izbral za kandidatko na volitvah predsednika Republike Slovenije 2017. Nastopila je s sloganom Spoštujmo in sodelujmo in prejela 13,68 % glasov.